# Adenophora wawreana
Adenophora wawreana är en klockväxtart som beskrevs av Alexander Zahlbruckner. Adenophora wawreana ingår i släktet kragklockor, och familjen klockväxter. Inga underarter finns listade i Catalogue of Life.